# Karel Jug
Karel Jug, slovenski pedagog in telesnokulturni delavec, * 5. september 1917, Celje, † 7. marec 1987, Celje

## Življenjepis
Karel Jug je sprva študiral pravo na ljubljanski Pravni fakulteti, nato pa telesno vzgojo v Beogradu. Leta 1941 po napadu Nemčije je postal kot častnik jugoslovanske vojske nemški ujetnik. Od leta 1942 do 1945 je bil taboriščnik v koncentracijskem taborišču Mauthausen. Po koncu vojne je bil predavatelj telesne vzgoje in pedagoški svetovalec za telesno vzgojo v Celju. Bil je zelo aktiven športni delavec, zlasti v atletiki, športni dopisnik in pisec športnokulturne zgodovine Štor in Celja. Leta 1972 je za razvoj šolske telesne vzgoje in kulture prejel Bloudkovo nagrado.